# Cephalothecaceae
Cephalothecaceae is een familie van schimmels behorend tot de orde Cephalothecales. Het typegeslacht is Cephalotheca. De familie werd in 1917 omschreven door de Oostenrijkse natuuronderzoeker Franz Xaver Rudolf von Höhnel. Soorten in deze familie zijn saprobe, groeien vaak op verrot hout of op andere schimmels.

## Geslachten
De familie bestaat uit de volgende vijf families:
- Albertiniella
- Aposphaeriopsis
- Cephalotheca
- Cryptendoxyla
- Phialemonium